# Skilanglauf-Weltcup 2002/03
Der Skilanglauf-Weltcup 2002/03 begann am 26. Oktober 2002 in Düsseldorf und endete am 23. März 2003 in Falun. Während der Saison wurden vom 18. Februar bis 1. März 2003 die Nordischen Skiweltmeisterschaften im Val di Fiemme ausgetragen.
Bei den Damen wurde die gesamte Saison von Bente Skari dominiert, die ihre letzte aktive Saison bestritt. Die Norwegerin sicherte sich mit 14 Einzelsiegen (von 21 Wettbewerben) souverän den Sieg in der Gesamtwertung vor der Estin Kristina Šmigun und der Italienerin Gabriella Paruzzi. Es war der vierte Gesamtsieg im Skilanglauf-Weltcup, den Skari seit 1999 erringen konnte. Bei den Herren konnte Mathias Fredriksson insgesamt vier Wettbewerbe für sich entscheiden und gewann mit deutlichem Vorsprung von knapp 300 Punkten vor dem Deutschen René Sommerfeldt und seinem schwedischen Landsmann Jörgen Brink.
Die Sprintwertung bei den Herren gewann Fredrikssons Thobias vor Tor Arne Hetland und Lauri Pyykönen. Bei den Damen musste Skari in dieser Wertung ihrer Landsfrau Marit Bjørgen den Vortritt lassen, die sich zum ersten Mal die kleine Kristallkugel sichern konnte. Platz drei ging an die Finnin Pirjo Manninen.
Den Nationencup sicherte sich Norwegen mit einem deutlichen Vorsprung von über 3000 Punkten vor Deutschland und Italien. Während auch die Damenwertung souverän von Norwegen vor Deutschland und Finnland gewonnen werden konnte, sicherten sich die schwedischen Männer diese Wertung knapp vor Norwegen und Deutschland.

## Männer

### Podestplätze
| Datum                                                                                | Austragungsort                   | Disziplin                   | Sieger                                                                        | Zweiter                                                                           | Dritter                                                                     | Rotes Trikot        |
| ------------------------------------------------------------------------------------ | -------------------------------- | --------------------------- | ----------------------------------------------------------------------------- | --------------------------------------------------------------------------------- | --------------------------------------------------------------------------- | ------------------- |
| 26.10.2002                                                                           | Düsseldorf                       | Sprint Freistil             | Peter Larsson                                                                 | Thobias Fredriksson                                                               | Tor Arne Hetland                                                            | Peter Larsson       |
| 27.10.2002                                                                           | Düsseldorf                       | Teamsprint Freistil         | abgesagt                                                                      | abgesagt                                                                          | abgesagt                                                                    | Peter Larsson       |
| 23.11.2002                                                                           | Kiruna                           | 10 km Freistil              | Vincent Vittoz                                                                | Pietro Piller Cottrer                                                             | Fulvio Valbusa                                                              | Tor Arne Hetland    |
| 24.11.2002                                                                           | Kiruna                           | 4 × 10 km Staffel           | Italien IGiorgio Di Centa Fulvio Valbusa Pietro Piller Cottrer Cristian Zorzi | NorwegenKristen Skjeldal Anders Aukland Tor Arne Hetland Thomas Alsgaard          | DeutschlandAndreas Schlütter Axel Teichmann Tobias Angerer René Sommerfeldt | Tor Arne Hetland    |
| 30.11.2002                                                                           | Kuusamo                          | 10 km klassisch             | Wassili Rotschew                                                              | Lukáš Bauer                                                                       | Axel Teichmann                                                              | Wassili Rotschew    |
| 07.12.2002                                                                           | Davos                            | 15 km Freistil              | Mathias Fredriksson                                                           | Vincent Vittoz                                                                    | Fulvio Valbusa                                                              | Vincent Vittoz      |
| 08.12.2002                                                                           | Davos                            | 4 × 10 km Staffel           | Norwegen IIAnders Aukland Tore Bjonviken Tor Arne Hetland Thomas Alsgaard     | ItalienGiorgio Di Centa Freddy Schwienbacher Pietro Piller Cottrer Cristian Zorzi | Norwegen IOdd-Bjørn Hjelmeset Frode Estil Kristen Skjeldal Espen Bjervig    | Vincent Vittoz      |
| 11.12.2002                                                                           | Clusone                          | Sprint Freistil             | Tor Arne Hetland                                                              | René Sommerfeldt                                                                  | Anders Högberg                                                              | René Sommerfeldt    |
| 14.12.2002                                                                           | Cogne (Ersatz für Val di Fiemme) | 30 km klassisch Massenstart | Frode Estil                                                                   | Anders Aukland                                                                    | Mathias Fredriksson                                                         | Mathias Fredriksson |
| 15.12.2002                                                                           | Cogne (Ersatz für Val di Fiemme) | Sprint klassisch            | Tor Arne Hetland                                                              | Lauri Pyykönen                                                                    | Kristen Skjeldal                                                            | Tor Arne Hetland    |
| 19.12.2002                                                                           | Linz                             | Sprint Freistil             | Mikael Östberg                                                                | Thobias Fredriksson                                                               | Cristian Zorzi                                                              | Tor Arne Hetland    |
| 21.12.2002                                                                           | Ramsau                           | 20 km Skiathlon             | Axel Teichmann                                                                | Anders Södergren                                                                  | Tobias Angerer                                                              | Tor Arne Hetland    |
| 04.01.2003                                                                           | Kawgolowo                        | 10 km Freistil              | René Sommerfeldt                                                              | Mathias Fredriksson                                                               | Axel Teichmann                                                              | René Sommerfeldt    |
| 12.01.2003                                                                           | Otepää                           | 30 km klassisch Massenstart | Jörgen Brink                                                                  | Anders Aukland                                                                    | Andrus Veerpalu                                                             | René Sommerfeldt    |
| 18.01.2003                                                                           | Nové Město                       | 15 km Freistil              | Lukáš Bauer                                                                   | Christian Hoffmann                                                                | Per Elofsson                                                                | René Sommerfeldt    |
| 19.01.2003                                                                           | Nové Město                       | 4 × 10 km Staffel           | NorwegenAnders Aukland Frode Estil Tore Ruud Hofstad Thomas Alsgaard          | ItalienGiorgio Di Centa Fulvio Valbusa Cristian Zorzi Freddy Schwienbacher        | DeutschlandJens Filbrich Andreas Schlütter Tobias Angerer Andreas Stitzl    | René Sommerfeldt    |
| 25.01.2003                                                                           | Oberhof                          | 15 km klassisch Massenstart | Mathias Fredriksson                                                           | Reto Burgermeister                                                                | Frode Estil                                                                 | Mathias Fredriksson |
| 26.01.2003                                                                           | Oberhof                          | Teamsprint Freistil         | ItalienGiorgio Di Centa Cristian Zorzi                                        | Deutschland IRené Sommerfeldt Tobias Angerer                                      | NorwegenJens Arne Svartedal Thomas Alsgaard                                 | Mathias Fredriksson |
| 12.02.2003                                                                           | Reit im Winkl                    | Sprint Freistil             | Cristian Zorzi                                                                | Jörgen Brink                                                                      | Tobias Angerer                                                              | Mathias Fredriksson |
| 14.02.2003                                                                           | Asiago (Ersatz für Kawgolowo)    | Teamsprint Freistil         | Italien IGiorgio Di Centa Cristian Zorzi                                      | Deutschland IIRené Sommerfeldt Tobias Angerer                                     | Italien IIRenato Pasini Freddy Schwienbacher                                | Mathias Fredriksson |
| 15.02.2003                                                                           | Asiago                           | 10 km klassisch             | Andrus Veerpalu                                                               | Frode Estil                                                                       | Fulvio Valbusa                                                              | Mathias Fredriksson |
| 18. Februar bis 1. März 2003 – 44. Nordische Skiweltmeisterschaften in Val di Fiemme |                                  |                             |                                                                               |                                                                                   |                                                                             | Mathias Fredriksson |
| 06.03.2003                                                                           | Oslo                             | Sprint klassisch            | Håvard Bjerkeli                                                               | Lauri Pyykönen                                                                    | Thobias Fredriksson                                                         | Mathias Fredriksson |
| 08.03.2003                                                                           | Oslo                             | 50 km klassisch             | Andrus Veerpalu                                                               | Anders Aukland                                                                    | Andrei Nutrichin                                                            | Mathias Fredriksson |
| 11.03.2003                                                                           | Drammen (Ersatz für Otepää)      | Sprint klassisch            | Jens Arne Svartedal                                                           | Keijo Kurttila                                                                    | Thobias Fredriksson                                                         | Mathias Fredriksson |
| 16.03.2003                                                                           | Lahti                            | 15 km Freistil              | Mathias Fredriksson                                                           | Lukáš Bauer                                                                       | Pietro Piller Cottrer                                                       | Mathias Fredriksson |
| 20.03.2003                                                                           | Borlänge                         | Sprint Freistil             | Thobias Fredriksson                                                           | Peter Larsson                                                                     | Cristian Zorzi                                                              | Mathias Fredriksson |
| 22.03.2003                                                                           | Falun                            | 20 km Skiathlon             | Mathias Fredriksson                                                           | Frode Estil                                                                       | Jörgen Brink                                                                | Mathias Fredriksson |
| 23.03.2003                                                                           | Falun                            | 4 × 10 km Staffel           | SchwedenLars Carlsson Mathias Fredriksson Anders Södergren Jörgen Brink       | Italien IGiorgio Di Centa Fulvio Valbusa Pietro Piller Cottrer Cristian Zorzi     | DeutschlandJens Filbrich Andreas Schlütter René Sommerfeldt Axel Teichmann  | Mathias Fredriksson |

### Verlauf Sprintweltcup
| Datum                                                 | Ort           | Disziplin        | Rennsieger          | Rotes Trikot        |
| ----------------------------------------------------- | ------------- | ---------------- | ------------------- | ------------------- |
| 26.10.2002                                            | Düsseldorf    | Sprint Freistil  | Peter Larsson       | Peter Larsson       |
| 11.12.2002                                            | Clusone       | Sprint Freistil  | Tor Arne Hetland    | Tor Arne Hetland    |
| 15.12.2002                                            | Cogne         | Sprint klassisch | Tor Arne Hetland    | Tor Arne Hetland    |
| 19.12.2002                                            | Linz          | Sprint Freistil  | Mikael Östberg      | Tor Arne Hetland    |
| 12.02.2003                                            | Reit im Winkl | Sprint Freistil  | Cristian Zorzi      | Tor Arne Hetland    |
| 44. Nordische Skiweltmeisterschaften in Val di Fiemme |               |                  |                     | Tor Arne Hetland    |
| 06.03.2003                                            | Oslo          | Sprint klassisch | Håvard Bjerkeli     | Tor Arne Hetland    |
| 11.03.2003                                            | Drammen       | Sprint klassisch | Jens Arne Svartedal | Tor Arne Hetland    |
| 20.03.2003                                            | Borlänge      | Sprint Freistil  | Thobias Fredriksson | Thobias Fredriksson |

### Wertungen
| Rang | Name                  | Punkte |
| ---- | --------------------- | ------ |
| 1    | Mathias Fredriksson   | 876    |
| 2    | René Sommerfeldt      | 589    |
| 3    | Jörgen Brink          | 441    |
| 4    | Axel Teichmann        | 441    |
| 5    | Lukáš Bauer           | 429    |
| 6    | Frode Estil           | 414    |
| 7    | Andrus Veerpalu       | 370    |
| 8    | Vincent Vittoz        | 352    |
| 9    | Tor Arne Hetland      | 340    |
| 10   | Anders Aukland        | 340    |
| 11   | Giorgio Di Centa      | 338    |
| 12   | Cristian Zorzi        | 315    |
| 13   | Tobias Angerer        | 312    |
| 14   | Fulvio Valbusa        | 309    |
| 15   | Jens Arne Svartedal   | 294    |
| 16   | Anders Södergren      | 286    |
| 17   | Thobias Fredriksson   | 284    |
| 18   | Pietro Piller Cottrer | 282    |
| 19   | Jaak Mae              | 272    |
| 20   | Wassili Rotschew      | 271    |
| 21   | Peter Larsson         | 225    |
| 22   | Kristen Skjeldal      | 225    |
| 23   | Martin Koukal         | 217    |
| 24   | Per Elofsson          | 209    |
| 25   | Odd-Bjørn Hjelmeset   | 199    |
| 26   | Lauri Pyykönen        | 195    |
| 27   | Håvard Bjerkeli       | 190    |
| 28   | Andreas Schlütter     | 185    |
| 29   | Jens Filbrich         | 173    |
| 30   | Ivan Bátory           | 172    |
| 31   | Mikael Östberg        | 168    |
| 32   | Andrei Nutrichin      | 161    |
| 33   | Christian Hoffmann    | 148    |
| 34   | Dirk Klessen          | 136    |
| 35   | Wladimir Wilissow     | 136    |
| 36   | Anders Högberg        | 132    |
| 37   | Keijo Kurttila        | 129    |
| 38   | Witali Denissow       | 128    |
| 39   | Ari Palolahti         | 126    |
| 40   | Markus Hasler         | 125    |
| 41   | Fredrik Östberg       | 115    |
| 42   | Freddy Schwienbacher  | 109    |
| 43   | Trond Einar Elden     | 104    |
| 44   | Reto Burgermeister    | 101    |
| 45   | Björn Lind            | 100    |
| 46   | Thomas Alsgaard       | 94     |
| 47   | Nikolai Bolschakow    | 88     |
| 48   | Tore Bjonviken        | 86     |

| Rang | Name                  | Punkte |
| ---- | --------------------- | ------ |
| 49   | Trond Iversen         | 79     |
| 50   | Tore Ruud Hofstad     | 75     |
| 51   | Espen Bjervig         | 75     |
| 52   | Mattias Danielsson    | 71     |
| 53   | Magnus Ingesson       | 64     |
| 54   | Marko Kinnunen        | 60     |
| 55   | Yūichi Onda           | 59     |
| 56   | Janusz Krężelok       | 59     |
| 57   | Lars Carlsson         | 57     |
| 58   | John Kristian Dahl    | 53     |
| 59   | Emmanuel Jonnier      | 53     |
| 60   | Hannu Manninen        | 52     |
| 61   | Michail Botwinow      | 50     |
| 62   | Eldar Rønning         | 49     |
| 63   | Andrey Schlyundikov   | 45     |
| 64   | Andreas Stitzl        | 41     |
| 65   | Peter von Allmen      | 40     |
| 66   | Håvard Solbakken      | 38     |
| 67   | Michail Iwanow        | 35     |
| 68   | Kristian Horntvedt    | 34     |
| 69   | Renato Pasini         | 34     |
| 70   | Sergei Nowikow        | 33     |
| 71   | Cristian Saracco      | 32     |
| 72   | Martin Bajčičák       | 31     |
| 73   | Sami Repo             | 31     |
| 74   | Reinhard Neuner       | 30     |
| 75   | Espen Harald Bjerke   | 30     |
| 76   | Mitsuo Horigome       | 29     |
| 77   | Christoph Eigenmann   | 29     |
| 78   | Jari Isometsä         | 29     |
| 79   | Tomio Kanamaru        | 28     |
| 80   | Sergej Chtchoutchkine | 27     |
| 81   | Mats Larsson          | 26     |
| 82   | Stephan Kunz          | 26     |
| 83   | Hiroyuki Imai         | 26     |
| 84   | Kris Freeman          | 26     |
| 85   | Roman Lejbjuk         | 26     |
| 86   | Raman Wiralajnen      | 25     |
| 87   | Jari Joutsen          | 24     |
| 88   | Biagio di Santo       | 22     |
| 89   | Kuisma Taipale        | 21     |
| 90   | Jewgeni Dementjew     | 20     |
| 91   | Priit Narusk          | 19     |
| 92   | Beat Koch             | 19     |
| 93   | Matej Soklič          | 18     |
| 94   | Fabio Maj             | 17     |
| 95   | Silvio Fauner         | 17     |
| 96   | Pierluigi Costantin   | 16     |

| Rang | Name                    | Punkte |
| ---- | ----------------------- | ------ |
| 97   | Iwan Artejew            | 14     |
| 98   | Timo Toppari            | 14     |
| 99   | Krister Trondsen        | 14     |
| 100  | Ole Einar Bjørndalen    | 13     |
| 101  | Dmitri Maslov           | 13     |
| 102  | Fabio Santus            | 13     |
| 103  | Valerio Checchi         | 12     |
| 104  | Morten Brørs            | 12     |
| 105  | Teemu Kattilakoski      | 12     |
| 106  | Alexandre Rousselet     | 12     |
| 107  | Jirka Ilomäki           | 12     |
| 108  | Aivar Rehemaa           | 11     |
| 109  | Maciej Kreczmer         | 10     |
| 110  | Karri Hietamäki         | 10     |
| 111  | Dmitriy Pirogov         | 10     |
| 112  | Sergei Krjanin          | 9      |
| 113  | Justin Wadsworth        | 9      |
| 114  | Nikolai Pankratow       | 8      |
| 115  | Eivind Juul Pedersen    | 8      |
| 116  | Svein Tore Sinnes       | 8      |
| 117  | Jan Egil Andresen       | 7      |
| 118  | Marco Cattaneo          | 7      |
| 119  | Øystein Pettersen       | 7      |
| 120  | Petri Ylönen            | 7      |
| 121  | Daichi Azegami          | 7      |
| 122  | Oleg Rogov              | 6      |
| 123  | Øystein Andersen        | 6      |
| 124  | Masaaki Kōzu            | 6      |
| 125  | Alexey Kuritsyn         | 6      |
| 126  | Bruno Debertolis        | 5      |
| 127  | Michael Greis           | 4      |
| 128  | Johan Kjølstad          | 4      |
| 129  | Andrei Golowko          | 4      |
| 130  | Petr Michl              | 4      |
| 131  | Raul Olle               | 4      |
| 132  | Sami Jauhojärvi         | 4      |
| 133  | Karl Gunnar Skjønsfjell | 3      |
| 134  | Carl Swenson            | 3      |
| 135  | Johannes Bredl          | 3      |
| 136  | Alexander Marent        | 3      |
| 137  | Rene Reisshauer         | 3      |
| 138  | Erkki Jallai            | 3      |
| 139  | Vasja Rupnik            | 2      |
| 140  | Andrey Milkov           | 1      |
| 141  | Katsuhito Ebisawa       | 1      |
| 142  | Loris Frasnelli         | 1      |
| 143  | Benjamin Seifert        | 1      |

| \| Rang \| Name \| Punkte \| \| ---- \| ------------------- \| ------ \| \| 1 \| Thobias Fredriksson \| 416 \| \| 2 \| Tor Arne Hetland \| 391 \| \| 3 \| Lauri Pyykönen \| 280 \| \| 4 \| Jörgen Brink \| 279 \| \| 5 \| Cristian Zorzi \| 276 \| \| 6 \| Haavard Bjerkeli \| 267 \| \| 7 \| Peter Larsson \| 248 \| \| 8 \| Jens Arne Svartedal \| 215 \| \| 9 \| Mikael Östberg \| 195 \| \| 10 \| René Sommerfeldt \| 195 \| |                     |        |
| Rang | Name                | Punkte |
| 1 | Thobias Fredriksson | 416    |
| 2 | Tor Arne Hetland    | 391    |
| 3 | Lauri Pyykönen      | 280    |
| 4 | Jörgen Brink        | 279    |
| 5 | Cristian Zorzi      | 276    |
| 6 | Haavard Bjerkeli    | 267    |
| 7 | Peter Larsson       | 248    |
| 8 | Jens Arne Svartedal | 215    |
| 9 | Mikael Östberg      | 195    |
| 10 | René Sommerfeldt    | 195    |

## Frauen

### Podestplätze
| Datum                                                                                | Austragungsort                   | Disziplin                   | Sieger                                                                               | Zweiter                                                                                | Dritter                                                                     | Rotes Trikot     |
| ------------------------------------------------------------------------------------ | -------------------------------- | --------------------------- | ------------------------------------------------------------------------------------ | -------------------------------------------------------------------------------------- | --------------------------------------------------------------------------- | ---------------- |
| 26.10.2002                                                                           | Düsseldorf                       | Sprint Freistil             | Marit Bjørgen                                                                        | Gabriella Paruzzi                                                                      | Anita Moen                                                                  | Marit Bjørgen    |
| 27.10.2002                                                                           | Düsseldorf                       | Teamsprint Freistil         | abgesagt                                                                             | abgesagt                                                                               | abgesagt                                                                    | Marit Bjørgen    |
| 23.11.2002                                                                           | Kiruna                           | 5 km Freistil               | Evi Sachenbacher Kristina Šmigun                                                     |                                                                                        | Claudia Künzel                                                              | Evi Sachenbacher |
| 24.11.2002                                                                           | Kiruna                           | 4 × 5 km Staffel            | NorwegenAnita Moen Bente Skari Maj Helen Sorkmo Vibeke Skofterud                     | DeutschlandManuela Henkel Viola Bauer Claudia Künzel Evi Sachenbacher                  | ItalienMagda Genuin Gabriella Paruzzi Arianna Follis Sabina Valbusa         | Evi Sachenbacher |
| 30.11.2002                                                                           | Kuusamo                          | 10 km klassisch             | Bente Skari                                                                          | Kristina Šmigun                                                                        | Lilija Wassiljewa                                                           | Kristina Šmigun  |
| 07.12.2002                                                                           | Davos                            | 10 km Freistil              | Bente Skari                                                                          | Kristina Šmigun                                                                        | Gabriell Paruzzi                                                            | Kristina Šmigun  |
| 08.12.2002                                                                           | Davos                            | 4 × 5 km Staffel            | Norwegen IVibeke Skofterud Bente Skari Hilde Gjermundshaug Pedersen Maj Helen Sorkmo | Russland IOlga Sawjalowa Lilija Wassiljewa Jewgenija Medwedewa Nina Gawriljuk          | Deutschland IManuela Henkel Viola Bauer Evi Sachenbacher Claudia Künzel     | Kristina Šmigun  |
| 11.12.2002                                                                           | Clusone                          | Sprint Freistil             | Marit Bjørgen                                                                        | Claudia Künzel                                                                         | Maj Helen Sorkmo                                                            | Kristina Šmigun  |
| 14.12.2002                                                                           | Cogne (Ersatz für Val di Fiemme) | 15 km klassisch Massenstart | Bente Skari                                                                          | Kristina Šmigun                                                                        | Anita Moen                                                                  | Kristina Šmigun  |
| 15.12.2002                                                                           | Cogne (Ersatz für Val di Fiemme) | Sprint klassisch            | Bente Skari                                                                          | Marit Bjørgen                                                                          | Norwegen                                                                    | Bente Skari      |
| 19.12.2002                                                                           | Linz                             | Sprint Freistil             | Pirjo Manninen                                                                       | Norwegen                                                                               | Beckie Scott                                                                | Bente Skari      |
| 21.12.2002                                                                           | Ramsau                           | 10 km Skiathlon             | Bente Skari                                                                          | Marit Bjørgen                                                                          | Kristina Šmigun                                                             | Bente Skari      |
| 04.01.2003                                                                           | Kawgolowo                        | 5 km Freistil               | Kristina Šmigun                                                                      | Sabina Valbusa                                                                         | Gabriella Paruzzi                                                           | Bente Skari      |
| 12.01.2003                                                                           | Otepää                           | 15 km klassisch Massenstart | Bente Skari                                                                          | Kristina Šmigun                                                                        | Kaisa Varis                                                                 | Bente Skari      |
| 18.01.2003                                                                           | Nové Město                       | 10 km Freistil              | Bente Skari                                                                          | Gabriella Paruzzi                                                                      | Kristina Šmigun                                                             | Bente Skari      |
| 19.01.2003                                                                           | Nové Město                       | 4 × 5 km Staffel            | Deutschland IManuela Henkel Viola Bauer Evi Sachenbacher Claudia Künzel              | Norwegen IAnita Moen Marit Bjørgen Kristin Størmer Steira Hilde Gjermundshaug Pedersen | Finnland IKirsi Välimaa Aino-Kaisa Saarinen Elina Hietamäki Kaisa Varis     | Bente Skari      |
| 25.01.2003                                                                           | Oberhof                          | 10 km klassisch Massenstart | Bente Skari                                                                          | Norwegen                                                                               | Kaisa Varis                                                                 | Bente Skari      |
| 26.01.2003                                                                           | Oberhof                          | Teamsprint Freistil         | NorwegenAnita Moen Hilde Gjermundshaug Pedersen                                      | Deutschland IIIManuela Henkel Claudia Künzel                                           | Deutschland IIStefanie Böhler Viola Bauer                                   | Bente Skari      |
| 12.02.2003                                                                           | Reit im Winkl                    | Sprint Freistil             | Marit Bjørgen                                                                        | Evi Sachenbacher                                                                       | Sabina Valbusa                                                              | Bente Skari      |
| 14.02.2003                                                                           | Asiago (Ersatz für Kawgolowo)    | Teamsprint Freistil         | Deutschland IIEvi Sachenbacher Claudia Künzel                                        | Russland IINatalja Korosteljowa Aljona Sidko                                           | Italien Arianna Follis Karin Moroder                                        | Bente Skari      |
| 15.02.2003                                                                           | Asiago                           | 5 km klassisch              | Bente Skari                                                                          | Beckie Scott                                                                           | Olga Sawjalowa                                                              | Bente Skari      |
| 18. Februar bis 1. März 2003 – 44. Nordische Skiweltmeisterschaften in Val di Fiemme |                                  |                             |                                                                                      |                                                                                        |                                                                             | Bente Skari      |
| 06.03.2003                                                                           | Oslo                             | Sprint klassisch            | Bente Skari                                                                          | Manuela Henkel                                                                         | Kirsi Välimaa                                                               | Bente Skari      |
| 08.03.2003                                                                           | Oslo                             | 30 km klassisch             | Bente Skari                                                                          | Annmari Viljanmaa                                                                      | Aino-Kaisa Saarinen                                                         | Bente Skari      |
| 11.03.2003                                                                           | Drammen (Ersatz für Otepää)      | Sprint klassisch            | Bente Skari                                                                          | Manuela Henkel                                                                         | Virpi Kuitunen                                                              | Bente Skari      |
| 16.03.2003                                                                           | Lahti                            | 10 km Freistil              | Gabriella Paruzzi                                                                    | Olga Sawjalowa                                                                         | Bente Skari                                                                 | Bente Skari      |
| 20.03.2003                                                                           | Borlänge                         | Sprint Freistil             | Bente Skari                                                                          | Beckie Scott                                                                           | Marit Bjørgen                                                               | Bente Skari      |
| 22.03.2003                                                                           | Falun                            | 10 km Skiathlon             | Bente Skari                                                                          | Evi Sachenbacher                                                                       | Olga Sawjalowa                                                              | Bente Skari      |
| 23.03.2003                                                                           | Falun                            | 4 × 5 km Staffel            | Deutschland IManuela Henkel Viola Bauer Claudia Künzel Evi Sachenbacher              | Norwegen IAnita Moen Hilde Gjermundshaug Pedersen Kristin Størmer Steira Bente Skari   | ItalienSabina Valbusa Gabriella Paruzzi Antonella Confortola Arianna Follis | Bente Skari      |

### Verlauf Sprintweltcup
| Datum                                                 | Ort           | Disziplin        | Rennsieger     | Rotes Trikot  |
| ----------------------------------------------------- | ------------- | ---------------- | -------------- | ------------- |
| 26.10.2002                                            | Düsseldorf    | Sprint Freistil  | Marit Bjørgen  | Marit Bjørgen |
| 11.12.2002                                            | Clusone       | Sprint Freistil  | Marit Bjørgen  | Marit Bjørgen |
| 15.12.2002                                            | Cogne         | Sprint klassisch | Bente Skari    | Marit Bjørgen |
| 19.12.2002                                            | Linz          | Sprint Freistil  | Pirjo Manninen | Marit Bjørgen |
| 12.02.2003                                            | Reit im Winkl | Sprint Freistil  | Marit Bjørgen  | Marit Bjørgen |
| 44. Nordische Skiweltmeisterschaften in Val di Fiemme |               |                  |                | Marit Bjørgen |
| 06.03.2003                                            | Oslo          | Sprint klassisch | Bente Skari    | Marit Bjørgen |
| 11.03.2003                                            | Drammen       | Sprint klassisch | Bente Skari    | Marit Bjørgen |
| 20.03.2003                                            | Borlänge      | Sprint Freistil  | Bente Skari    | Marit Bjørgen |

### Wertungen
| Rang | Name                         | Punkte |
| ---- | ---------------------------- | ------ |
| 1    | Bente Skari                  | 1392   |
| 2    | Kristina Šmigun              | 834    |
| 3    | Gabriella Paruzzi            | 713    |
| 4    | Evi Sachenbacher             | 667    |
| 5    | Hilde Gjermundshaug Pedersen | 543    |
| 6    | Marit Bjørgen                | 508    |
| 7    | Claudia Künzel               | 466    |
| 8    | Sabina Valbusa               | 427    |
| 9    | Beckie Scott                 | 405    |
| 10   | Anita Moen                   | 398    |
| 11   | Olga Sawjalowa               | 378    |
| 12   | Manuela Henkel               | 360    |
| 13   | Walentyna Schewtschenko      | 317    |
| 14   | Petra Majdič                 | 275    |
| 15   | Annmari Viljanmaa            | 274    |
| 16   | Pirjo Muranen                | 271    |
| 17   | Natalja Korosteljowa         | 269    |
| 18   | Nina Gawriljuk               | 230    |
| 19   | Kirsi Välimaa                | 229    |
| 20   | Viola Bauer                  | 224    |
| 21   | Vibeke Skofterud             | 217    |
| 22   | Maj Helen Sorkmo             | 202    |
| 23   | Virpi Kuitunen               | 188    |
| 24   | Jenny Olsson                 | 187    |
| 25   | Aljona Sidko                 | 185    |
| 26   | Kaisa Varis                  | 184    |
| 27   | Aino-Kaisa Saarinen          | 169    |
| 28   | Lilija Wassiljewa            | 163    |
| 29   | Elin Ek                      | 155    |
| 30   | Jelena Buruchina             | 151    |
| 31   | Kati Sundqvist               | 144    |
| 32   | Jewgenija Medwedewa-Arbusowa | 140    |
| 33   | Marit Roaldseth              | 132    |
| 34   | Ljubow Jegorowa              | 132    |
| 35   | Sara Renner                  | 128    |

| Rang | Name                   | Punkte |
| ---- | ---------------------- | ------ |
| 36   | Emelie Öhrstig         | 109    |
| 37   | Elina Pienimäki        | 103    |
| 38   | Antonella Confortola   | 103    |
| 39   | Riikka Sirviö          | 100    |
| 40   | Stefanie Böhler        | 99     |
| 41   | Sumiko Yokoyama        | 94     |
| 42   | Kristin Størmer Steira | 93     |
| 43   | Anna Dahlberg          | 85     |
| 44   | Swetlana Nageikina     | 78     |
| 45   | Anke Reschwamm-Schulze | 72     |
| 46   | Andrea Huber           | 70     |
| 47   | Karin Moroder          | 66     |
| 48   | Ine Wigernæs           | 66     |
| 49   | Ingrid Narum           | 66     |
| 50   | Tina Bay               | 59     |
| 51   | Marianna Longa         | 58     |
| 52   | Isabel Klaus           | 54     |
| 53   | Lina Andersson         | 53     |
| 54   | Madoka Natsumi         | 52     |
| 55   | Riitta-Liisa Roponen   | 50     |
| 56   | Cristina Kelder        | 49     |
| 57   | Arianna Follis         | 43     |
| 58   | Wera Sjatikowa         | 40     |
| 59   | Cristina Paluselli     | 40     |
| 60   | Natalja Sjatikowa      | 39     |
| 61   | Mona-Liisa Malvalehto  | 37     |
| 62   | Andrea Senteler        | 36     |
| 63   | Marina Denissowa       | 28     |
| 64   | Jannike Irene Østby    | 25     |
| 65   | Andreja Mali           | 24     |
| 66   | Kirsi Perälä           | 24     |
| 67   | Sofia Domeij           | 23     |
| 68   | Wiktoryia Lapazina     | 23     |
| 69   | Katrin Šmigun          | 22     |
| 70   | Magda Genuin           | 20     |

| Rang | Name                           | Punkte |
| ---- | ------------------------------ | ------ |
| 71   | Mirva Rintala                  | 18     |
| 72   | Irina Taranenko Terelia        | 18     |
| 73   | Nicole Fessel                  | 18     |
| 74   | Swetlana Malachowa-Schischkina | 17     |
| 75   | Olga Rotschewa                 | 17     |
| 76   | Riikka Sarasoja-Lilja          | 16     |
| 77   | Anita Olsen Katnosa            | 15     |
| 78   | Helena Balatková               | 15     |
| 79   | Mariana Handler                | 14     |
| 80   | Kamila Rajdlová                | 13     |
| 81   | Ella Gjømle                    | 13     |
| 82   | Janet Klein                    | 12     |
| 83   | Alena Kaluhina                 | 12     |
| 84   | Ljubov Malova                  | 10     |
| 85   | Wendy Kay Wagner               | 10     |
| 86   | Veronika Timofeeva             | 8      |
| 87   | Ljudmila Karolik               | 8      |
| 88   | Justyna Kowalczyk              | 8      |
| 89   | Ekaterina Lihanova             | 7      |
| 90   | Yvonne Zeibig                  | 7      |
| 91   | Olga Schtschutschkina          | 6      |
| 92   | Diliara Sabirzianova           | 5      |
| 93   | Marjo Loukkola                 | 5      |
| 94   | Aurélie Storti                 | 5      |
| 95   | Nobuko Fukuda                  | 5      |
| 96   | Annick Vaxelaire-Pierrel       | 5      |
| 97   | Anja Krellner                  | 4      |
| 98   | Laila Selbæk                   | 3      |
| 99   | Nataša Lačen                   | 3      |
| 100  | Laurence Rochat                | 2      |
| 101  | Ulrica Persson                 | 2      |
| 102  | Britta Johansson Norgren       | 2      |
| 103  | Jekaterina Woronzowa           | 1      |
| 104  | Oxana Jazkaja                  | 1      |

| \| Rang \| Name \| Punkte \| \| ---- \| ---------------------------- \| ------ \| \| 1 \| Marit Bjørgen \| 485 \| \| 2 \| Bente Skari \| 410 \| \| 3 \| Pirjo Manninen \| 292 \| \| 4 \| Manuela Henkel \| 276 \| \| 5 \| Anita Moen \| 263 \| \| 6 \| Hilde Gjermundshaug Pedersen \| 248 \| \| 7 \| Claudia Künzel \| 230 \| \| 8 \| Maj Helen Sorkmo \| 196 \| \| 9 \| Evi Sachenbacher \| 190 \| \| 10 \| Beckie Scott \| 181 \| |                              |        |
| Rang | Name                         | Punkte |
| 1 | Marit Bjørgen                | 485    |
| 2 | Bente Skari                  | 410    |
| 3 | Pirjo Manninen               | 292    |
| 4 | Manuela Henkel               | 276    |
| 5 | Anita Moen                   | 263    |
| 6 | Hilde Gjermundshaug Pedersen | 248    |
| 7 | Claudia Künzel               | 230    |
| 8 | Maj Helen Sorkmo             | 196    |
| 9 | Evi Sachenbacher             | 190    |
| 10 | Beckie Scott                 | 181    |

## Mixed

### Podestplätze
| Datum      | Austragungsort | Disziplin           | Sieger                                                                      | Zweiter                                                                      | Dritter                                                                      |
| ---------- | -------------- | ------------------- | --------------------------------------------------------------------------- | ---------------------------------------------------------------------------- | ---------------------------------------------------------------------------- |
| 01.12.2002 | Kuusamo        | 2 × 10 km, 2 × 5 km | Finnland IAnnmari Viljanmaa Ari Palolahti Pirjo Manninen Teemu Kattilakoski | Finnland IIKirsi Välimaa Kuisma Taipale Riitta-Liisa Roponen Sami Jauhojärvi | ItalienGabriella Paruzzi Fulvio Valbusa Sabina Valbusa Pietro Piller Cottrer |

## Nationencup
| Rang | Land        | Punkte |
| ---- | ----------- | ------ |
| 1    | Norwegen    | 9112   |
| 2    | Deutschland | 5887   |
| 3    | Italien     | 4965   |
| 4    | Schweden    | 4921   |
| 5    | Russland    | 3867   |
| 6    | Finnland    | 3792   |
| 7    | Estland     | 1711   |
| 8    | Tschechien  | 1200   |
| 9    | Frankreich  | 707    |
| 10   | Japan       | 640    |

| Rang | Land        | Punkte |
| ---- | ----------- | ------ |
| 1    | Schweden    | 4006   |
| 2    | Norwegen    | 3924   |
| 3    | Deutschland | 2708   |
| 4    | Italien     | 2702   |
| 5    | Russland    | 1437   |
| 6    | Finnland    | 1311   |
| 7    | Tschechien  | 1002   |
| 8    | Estland     | 855    |
| 9    | Frankreich  | 561    |
| 10   | Japan       | 350    |

| Rang | Land        | Punkte |
| ---- | ----------- | ------ |
| 1    | Norwegen    | 5188   |
| 2    | Deutschland | 3179   |
| 3    | Finnland    | 2481   |
| 4    | Russland    | 2430   |
| 5    | Italien     | 2263   |
| 6    | Schweden    | 915    |
| 7    | Estland     | 856    |
| 8    | Kanada      | 596    |
| 9    | Belarus     | 410    |
| 10   | Ukraine     | 397    |